# Grafen von Küssenberg

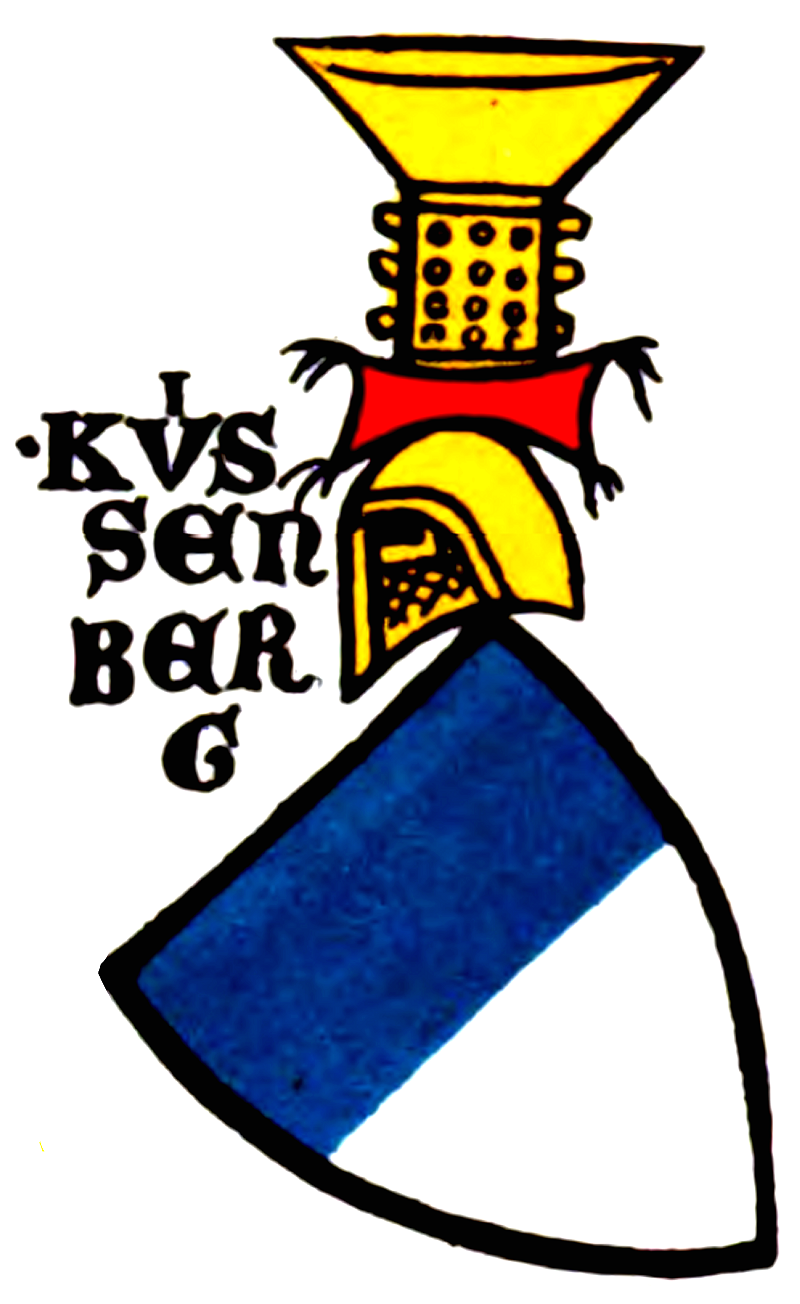
Das Wappen der Grafen von Küssenberg in der Zürcher Wappenrolle, ca. 1340

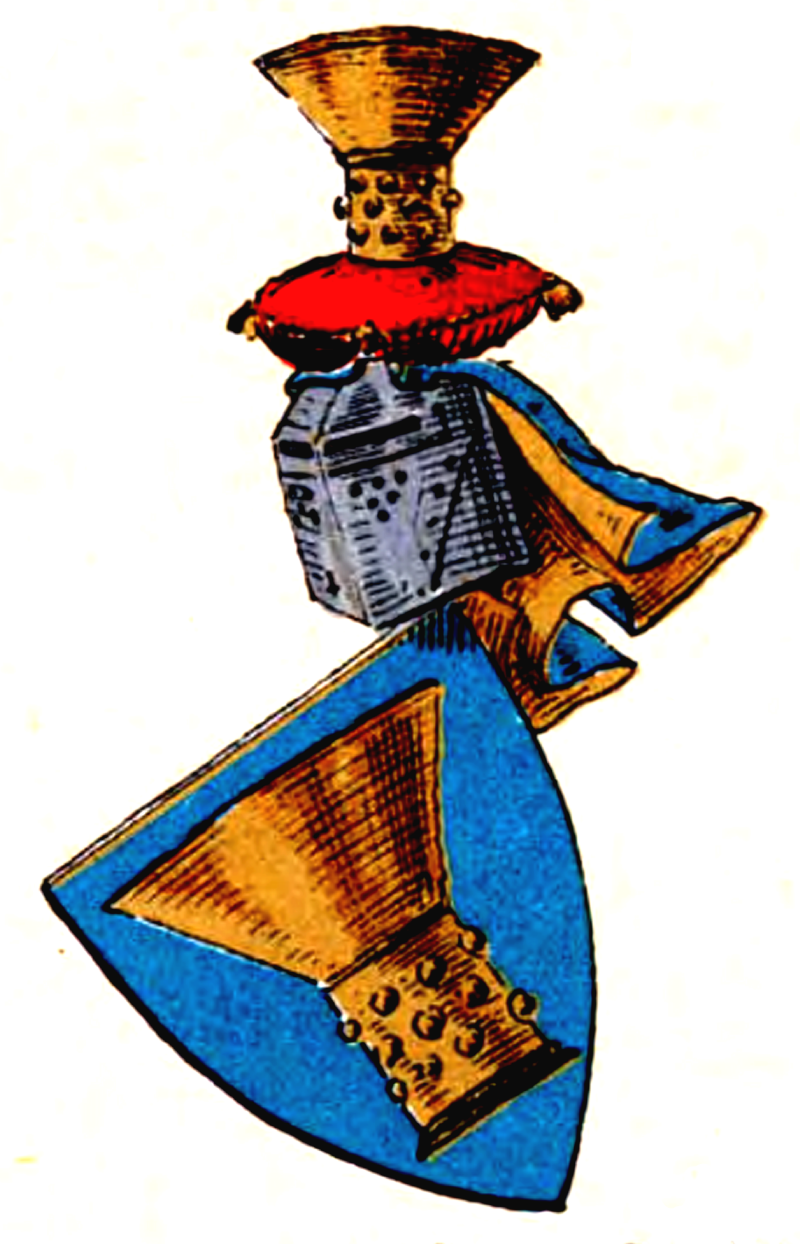
Das spätere Wappen der Grafen von Küssenberg nach der Abbildung in der Schlachtkapelle Sempach (1386)

Die Grafen von Küssenberg, auch Grafen von Küssaberg und Stühlingen, waren ein süddeutsches Adelsgeschlecht mit Sitz auf der Küssaburg im Klettgau.

## Geschichte
Nach einer Vermutung stammten die Küssenberger ursprünglich aus dem Geschlecht der Herren von Wittlisberg (ehemaliger Herrenhof und Glasmachersiedlung, heute Wüstung bei Häusern, erwähnt um 1087 bis 1124).
Mit Heinricus de Chussaberch wird das Geschlecht der Grafen von Küssenberg 1135 und 1150 in Urkunden des Klosters Allerheiligen erstmals genannt.
Am 10. April 1141 wird Heinrich I. als Heinricus de Cussachberc am königlichen Hoflager Konrads III. in Straßburg als Zeuge anlässlich einer Schlichtung zwischen dem Bistum Basel und dem Kloster St. Blasien in einer Urkunde genannt. Anwesend waren unter anderen Bischof Ortlieb und Abt Berthold und der spätere Kaiser Friedrich I.
Heinrich erscheint in weiteren Urkunden bis 1168, er war ein Bruder (oder Vetter) des Abtes Werner von Küssenberg.
1177 [nach anderen Angaben 1172 oder 1173] erbten die Küssenberger die Landgrafschaft Stühlingen mit der Burg Stühlingen, das heutige Schloss Hohenlupfen, und nannten sich Grafen von Küssenberg und Stühlingen.
Als Stühlingen noch Teil des alten Albgaus war, wurde ab 1084 ein Gerung, Comes de Stulingen und 1131 ein Liutold von Stüelingen genannt.
1177 wird dann erstmals ein Heinricus genannt als Comes (Graf) de Stuhlingen Henricus de Cussachberch in einer Urkunde von Berthold IV. von Zähringen.
Frühe verwandtschaftliche Beziehungen bestanden offenbar zu den Regensbergern; wohl auch zu den Freiherren von Vaz und mit diesen dann auch zu den Herren von Krenkingen. Auffallend ist die Ähnlichkeit der Wappen.

## Der letzte Küssenberger Graf

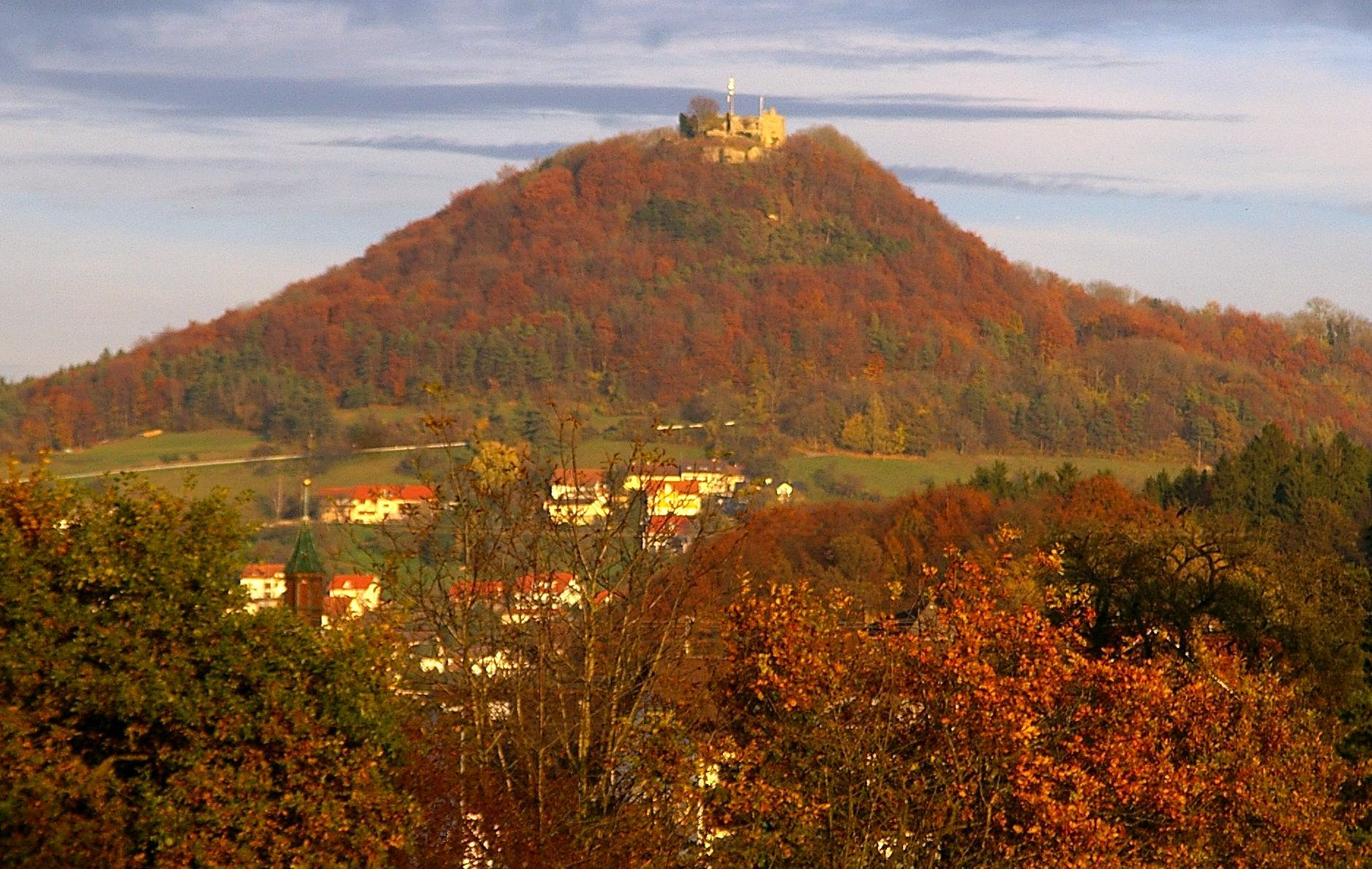
Die Küssaburg oberhalb von Bechtersbohl

Am 26. Dezember 1240 siegeln in St. Blasien Heinricus Comes de Cussaperc und Liutholdus sen. de Reginsperc eine Schenkungsurkunde. Das anhängende Siegel des Grafen zeigt drei liegende Halbmonde und die Umschrift S. HEINR.COMITIS.DE.CHVSSAPERGH. Diese Schenkung von Gütern in Lauchringen an das Kloster St. Blasien des Ritters Gerung, genannt Strubel, wurde bestätigt in Tiengen am 15. Juni 1245 von Bischof Heinrich von Tanne: dum castrum in Chussaperch ad nostram nostreque ecclesie translatum fuisset venditionis nomine postatem
Heinrich III. von Küssenberg war der letzte Graf aus dem Geschlecht der Küssenberger, er war verheiratet mit einer Schwester des Rudolf von Habsburg, Kunigunde von Habsburg. Nachdem sie keine Kinder hinterlassen hatten, verkaufte er 1240 die Burg und Herrschaft an den Bischof von Konstanz, Heinrich von Tanne. Das Geschlecht der Küssenberger bestand jedoch weiterhin. Kunigunde heiratete danach (um 1250) den Ritter Otto II. von Ochsenstein aus dem Geschlecht der Ochsensteiner.

## Wappen
- Das Stammwappen auf der Zürcher Wappenrolle (ca. 1340) zeigt einen von Blau über Silber geteilten Schild. Helmzier ist ein goldener Stauf bzw. Nuppenbecher auf einem roten Kissen.
- Das Wappen aus der Sempacher Schlachtkapelle zeigt in Blau einen goldenen Stauf bzw. Nuppenbecher. Auf dem Helm mit blau-goldenen Decken der goldene Stauf auf einem roten Kissen. Dieses Wappen geht zurück auf Ritter Jos von Küssenberg, der in der Schlacht bei Sempach fiel.[6] Ob das Wappen von Schwerzen auf das Küssenberger Wappen Bezug nimmt ist noch zu klären.
- Nach anderen Angaben zeigte das Wappen der Grafen von Küssenberg einen Blau und Silber gespaltenen Schild und drei rote Halbmonde (Ofteringen) in der silbernen Hälfte. Ägidius Tschudi und Johannes Stumpf führen für die Küssenberger einen Löwen als Wappentier an.

## Nennungen in Urkunden
- Am 10. April 1141 wird Heinricus de Cussachberc genannt am königlichen Hoflager in Straßburg.
- 1170 bis 1174, Werner II. von Küssenberg ist Abt in St. Blasien.
- 1228 werden als Zeugen in Basel anlässlich eines Verkaufes eines Hofes in Baar an das Kloster Kappel durch Graf Rudolf von Habsburg, die Grafen Heinricus et Ulricus comites de Chussachberch genannt.[7]
- 26. Dezember 1240, Graf Heinrich von Küssenberg ist Zeuge bei einem Tausch zwischen St. Blasien und Ulrich von Klingen[8]
- 1240 verkaufte Graf Heinrich III. von Küssenberg die Burg und Herrschaft Küssaburg und Stühlingen an den Bischof von Konstanz, Heinrich von Tanne
- 1317, Heinrich von Küssenberg ist ein getreuer Diener des Freiherr Diethelm von Krenkingen.
- 1345, Gerung von Küssenberg, verließ etliche Libeigne lüt hinder ihm die kamend uf Jacob Hühnen von Hüfingen, Bürger zu Schaffhausen.
- 1349, Ritter Heinrich von Küssenberg vergab um 20 Mark Silber seinen Weingarten und die Weintrotte unter dem Vogelstaig in Tiengen an das Gotteshaus und den Tisch der Klosterfrauen zu Grafenhausen.
- 1386, Herr Gömer (Gomar) von Küssenberg und Hartmann von Küssenberg widersagten den Eidgenossen vor der Schlacht bei Sempach.
- 1386, Herr Jos von Küssenberg wurde erschlagen in der Schlacht bei Sempach.
- 1408, Herr Ulrich von Küssenberg war Konventherr und Propst im Kloster Sankt Agnes in Schaffhausen.
- 1442, Hans Küssenberger war Propst in Herzogenbuchsee und 1453 bis 1469 Abt zu Kloster St. Peter auf dem Schwarzwald († 28. Februar 1484; er führte in seinem Wappen einen Salm)
- 13. September 1447, Abt Franz von Hohenrechberg von Kloster Einsiedeln verpfändet an Anna von Küssenberg, Gattin des Schultheiss von Luzern, Anton Rüssen, Güter bei Sursee.
- 1482 bis 1505, Henni oder Hans Küssenberg sind Bürger in Klingnau
- 1521, Heinrich Küssenberg ist Kaplan zu Klingnau, später Pfarrer von Dogern. Er schrieb die für die Geschichte der Reformationszeit bedeutende Küssenberger Chronik.

Im Jahrzeitbuch des Klosters St. Agnesen in Schaffhausen sind weitere Familienangehörige der Küssenberger verzeichnet.